# كين يونغ
كين يونغ (بالإنجليزية: Ken Young)‏ هو مؤرخ بريطاني، ولد في 3 يناير 1943، وتوفي في 20 فبراير 2019.